# Federico Nilo Maldini
Federico Nilo Maldini (Bologna, 28 de março de 2001) é um atirador esportivo italiano.

## Carreira
Criado no distrito de Borgo Panigale, em Bolonha, formou-se no instituto técnico Belluzzi. Quando criança jogou basquete e handebol, e depois começou a atirar aos doze anos. Em 22 de maio de 2021, conquistou a medalha de ouro no Europeu de Juniores em Osijek. No Campeonato Europeu em Tallinn, em março de 2023, ela conquistou a medalha de prata na competição por equipes mistas junto com Chiara Giancamilli.
Nos Jogos Olímpicos de Verão de 2024, em Paris, conquistou a medalha de prata na prova de pistola de ar 10 m masculino.